# Luke (Band)
Luke ist eine 1998 gegründete französische Rockband aus Pantin, einer Pariser Vorstadt. Mit ihrem Debütalbum La vie presque schafften sie 2000 den nationalen Durchbruch in Frankreich. Mit Les enfants de Saturne hatten sie 2007 einen internationalen Erfolg im französischsprachigen Raum.

## Bandgeschichte
Kopf der Band ist Sänger und Gitarrist Thomas Boulard. Er stammt aus Bordeaux und ging nach Paris, um zu studieren. Daneben machte er auch noch Musik. Nachdem sich seine vorherige Band Spring aufgelöst hatte, gründete er 1998 die neue Band Luke. Den Namen lieferte der Paul-Newman-Film Cool Hand Luke (deutsch Der Unbeugsame). Außer ihm gehörten Gitarrist Christophe Plantier, Bassist Stephane Bouvier, Keyboarder Cyril Guillaneuf und Schlagzeuger Ludovic Morillon zur Anfangsformation. Im Jahr darauf nahmen sie das Demo Je n’éclaire que moi auf und konnten sich damit einen Plattenvertrag beim Indie-Label Le Village Vert sichern. Bis zu ihrem Debütalbum verging noch ein weiteres Jahr, in dem sie sich als Liveband bewährten, und so erschien La vie presque Anfang Oktober 2001. Sie schafften es damit zwar sofort in die französischen Charts, kamen aber nicht über Platz 140 hinaus.
Danach brach die Band allerdings auseinander, nur Boulard und Guillaneuf blieben und mussten sich neu aufstellen. Es kamen Damien Lefèvre als Bassist und Romain Viallon als Schlagzeuger sowie später Byrem Benamor als zweiter Gitarrist hinzu. Bis 2004 hatten sie das zweite Album La tête en arrière fertiggestellt. Im Frühjahr des Jahres erreichte es Platzierungen um 50 in den Charts. Durch Touren und Festivalauftritte konnten sie das Album weiter bewerben und Ende Oktober erreichte es mit Platz 14 seine beste Position. Insgesamt war es eineinhalb Jahre in den Charts und erzielte eine Goldene Schallplatte.
Doch auch diesmal hielt die Band nicht zusammen, auch Guillaneuf nahm seinen Abschied und Benamor blieb eine Zwischenlösung. Jean-Pierre Ensuque übernahm vor dem nächsten Album die Gitarre. Zwei Jahre verbrachten Luke vorwiegend mit Auftritten und Touren und es dauerte bis 2007, bis das Material für ein drittes Album fertiggestellt war. Als Produzent konnten sie Daniel Presley gewinnen, der auch schon mit Cradle of Filth gearbeitet hatte. Sie veröffentlichten Les enfants de Saturne im September und stiegen sofort in die Top 10 der Albumcharts ein. Inzwischen hatten sie auch über Frankreich hinaus so viel Bekanntheit erlangt, dass sie in Belgien (Wallonie) und in der Schweiz mit ihrem französischsprachigen Pop-Rock ebenfalls in die Charts kamen. Mit der Liveversion des Albumsongs Stella hatten sie auch ihren einzigen Singlehit. 2008 ließen sie das Livealbum Où en est la nuit folgen.
Bis zum nächsten Album D’autre part blieb die Besetzung mit Boulard, Ensuque, Lefèvre und Viallon endlich einmal bestehen. Mit Platz 15 und einer Platzierung in der Schweiz knüpfte das Quartett an den des Vorgängers an. Damit endete aber auch wieder eine weitere Phase der Bandgeschichte. Die Band löste sich auf und Boulard veröffentlichte unter dem Namen Thomas B 2013 das Soloalbum Shoot, ohne damit in die Charts zu kommen. Er besann sich wieder zurück und ließ mit François Bonnet, Cyrille Nobilet und Loïc Maurin (von M83) die Band wieder aufleben. 2015 erschien das sechste Luke-Album Pornographie. Es war wieder erfolgreich, auch wenn es mit Platz 35 nicht an frühere Erfolge herankam. Nach vier Jahren Pause folgte Porcelaine, produziert von Dimitri Tikovoi (Marianne Faithfull, Placebo, Goldfrapp), das noch auf Platz 94 landete.

## Diskografie

### Alben
| Jahr | Titel                  | Höchstplatzierung, Gesamtwochen, AuszeichnungChartplatzierungen (Jahr, Titel, Platzierungen, Wochen, Auszeichnungen, Anmerkungen) | Höchstplatzierung, Gesamtwochen, AuszeichnungChartplatzierungen (Jahr, Titel, Platzierungen, Wochen, Auszeichnungen, Anmerkungen) | Höchstplatzierung, Gesamtwochen, AuszeichnungChartplatzierungen (Jahr, Titel, Platzierungen, Wochen, Auszeichnungen, Anmerkungen) | Anmerkungen |
| Jahr | Titel                  | FR | BEW | CH | Anmerkungen |
| ---- | ---------------------- | --- | --- | --- | ----------- |
| 2001 | La vie presque         | FR140 (1 Wo.)FR | — | — |             |
| 2004 | La tête en arrière     | FR14 Gold · (81 Wo.)FR | — | — |             |
| 2007 | Les enfants de Saturne | FR8 (18 Wo.)FR | BEW47 (4 Wo.)BEW | CH36 (4 Wo.)CH |             |
| 2008 | Où en est la nuit      | FR102 (2 Wo.)FR | — | — | Livealbum   |
| 2010 | D’autre part           | FR15 (18 Wo.)FR | — | CH49 (1 Wo.)CH |             |
| 2015 | Pornographie           | FR35 (6 Wo.)FR | BEW173 (1 Wo.)BEW | — |             |
| 2019 | Porcelaine             | FR94 (2 Wo.)FR | — | — |             |

### EP
- 2000: Je n’éclaire que moi

### Singles
| Jahr | Titel Album                          | Höchstplatzierung, Gesamtwochen, AuszeichnungChartsChartplatzierungen (Jahr, Titel, Album, Platzierungen, Wochen, Auszeichnungen, Anmerkungen) | Anmerkungen |
| Jahr | Titel Album                          | FR | Anmerkungen |
| ---- | ------------------------------------ | --- | ----------- |
| 2008 | Stella (Live) Les enfants de Saturne | FR52 (10 Wo.)FR |             |